# Vargula hilgendorfii
Vargula hilgendorfii, a veces llamado luciérnaga de mar, es una de las tres especies bioluminiscentes conocidos en Japón como Umi-Hotaru, es una especie de crustáceos ostrácodos. Es el único miembro del género Vargula que habitan en aguas japonesas. Todos los demás miembros de su género habitan en el Golfo de México, el Mar Caribe, y las aguas frente a la costa de California. V. hilgendorfii antes era una especie muy común, pero su números poblacionales han caído recientemente de manera significativa.

## Descripción
V. hilgendorfii es un animal pequeño, solo 3 milímetros de largo. Es de hábito nocturno y en la arena o en el fondo de aguas poco profundas. Por la noche, se alimenta de forma activa.

### Bioluminiscencia

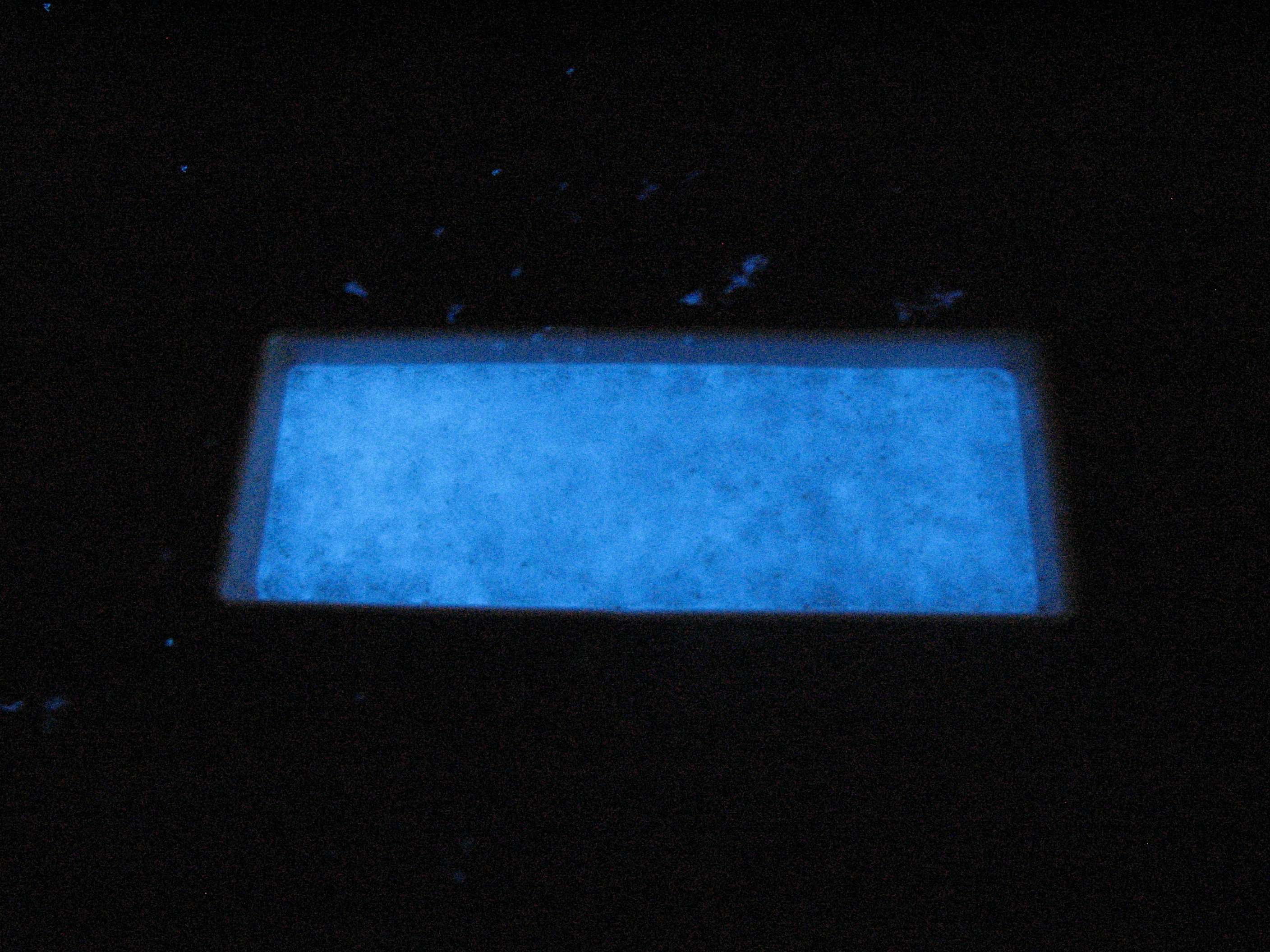
Luminiscencia de V. hilgendorfii

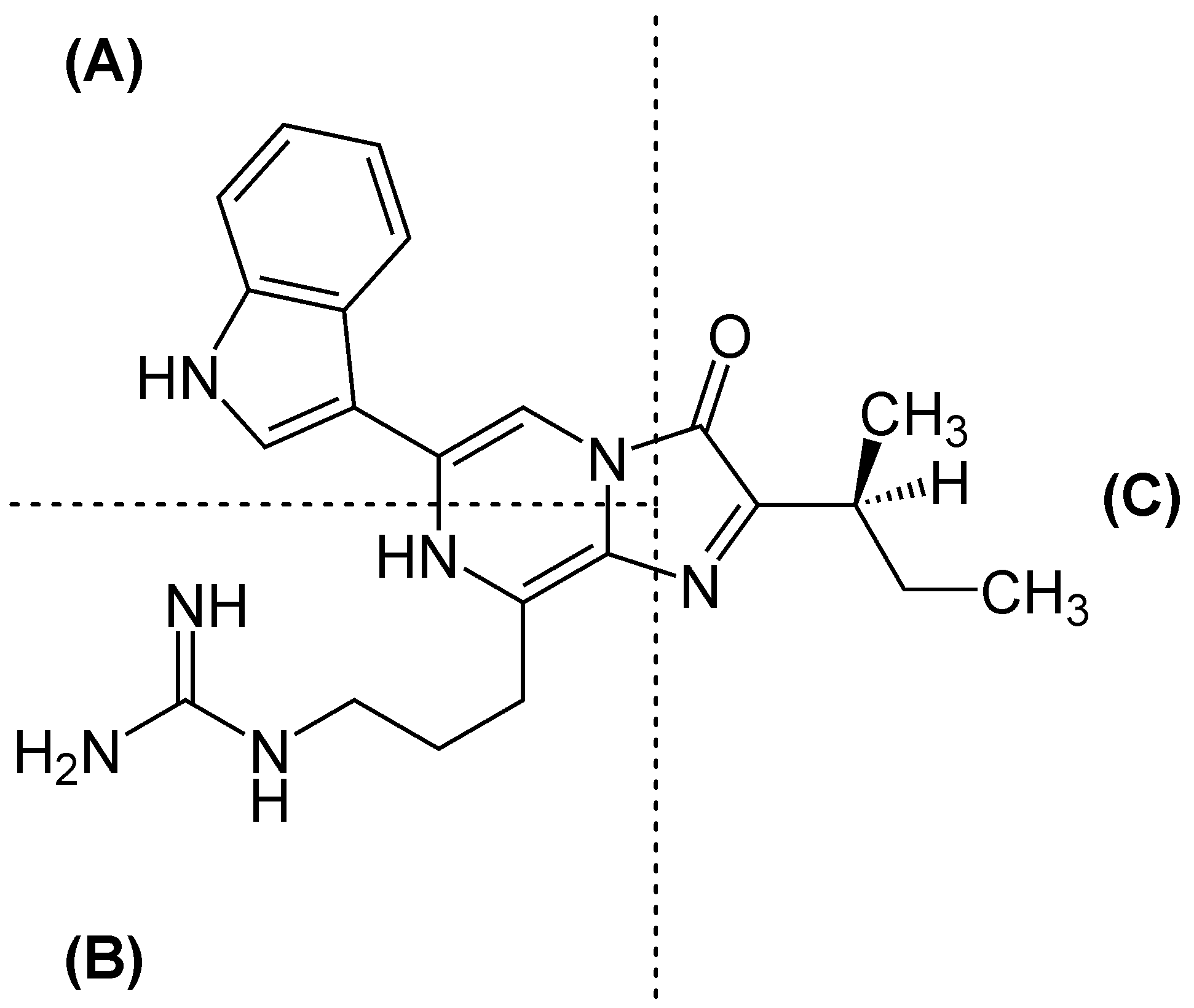
La luciferina de Vargula hilgendorfii

V. hilgendorfii es conocida por su capacidad bioluminiscente. Produce una luz de color azul por una reacción química especializada de la luciferina la cual actúa de sustrato y la enzima luciferasa se compone de un péptido ácido 555 aminoácidos de longitud con una masa molecular de 61627 U, mientras que el vargulina luciferina tiene solo una masa de 405,5 u. DE La biosíntesis de vargulina se ha podido observar que la molécula se divide en un triptófano, arginina y una subunidad isoleucina.
El máximo en la longitud de onda de la luminiscencia es dependiente del pH y la salinidad del agua en la que tiene lugar la reacción. Dicha variación oscila entre 448 y 463 nm, siendo el máximo a 452 nm en agua de mar. El sustrato se oxida cuando sale de la glándula labio superior, con luciferasa como un catalizador. La reacción produce dióxido de carbono, oxyluciferin, y la luz azul. Como un producto intermedio se produce un anillo 1,2-dioxetano, este producto intermedio se forma también en la reacción de otras formas de vida bioluminiscente y también en la quimioluminiscencia de palos luminosos.

## Distribución
V. hilgendorfii es una especie de las agua de la costa fuera del sur de Japón. El análisis  de ADN y ARN indicó que V. hilgendorfii emigró lentamente hacia el norte después de la última edad de hielo. Las habilidades de natación de este microcrustaceo son pobres y el hecho de que los huevos son incubados en el útero y sus crías al nacer limitan la capacidad de migrar.

## Historia
La especie fue descrita por primera vez por Gustav Wilhelm Müller en 1890. La nombró en honor al zoólogo Francisco Martín Hilgendorf (1839-1904). La bioluminiscencia de V. hilgendorfii fue un tema de investigación durante mucho tiempo. La primera investigación se remonta al año 1917.
La luciérnaga de mar se secaba en el paso y se utiliza a veces como una fuente de luz por el ejército japonés durante la Segunda Guerra Mundial para leer mapas en la penumbra. En 1962, el nombre de la especie fue cambiado de Cypridina hilgendorfii a Vargula hilgendorfii. No fue hasta 1968 cuando los científicos japoneses fueron capaces de determinar la estructura de la vargulina luciferina.

### Video
- Youtube: umihotaru

- Datos: Q1049727
- Multimedia: Vargula hilgendorfii / Q1049727
- Especies: Cypridina hilgendorfii